# くじらの博物館
太地町立くじらの博物館（たいじちょうりつ くじらのはくぶつかん、Taiji Whale Museum）は、沿岸捕鯨で栄えた和歌山県東牟婁郡太地町のくじら浜公園にある博物館。捕鯨の歴史や大背美流れの資料がある。

## 沿革
太地町の捕鯨の歴史と技術を後世に伝えることを目的に1969年開館した。大きな鯨の絵が描かれた建物に、様々なクジラの骨格標本や、鯨の生態、捕鯨に関する資料1000点以上が展示されている。
1969年の開館時に、生きたイルカを展示することを目的として、太地町内の漁民と協力して「追い込み網漁「いるか漁業」」が始まった。
くじら浜公園には他に、石垣記念館がある。当時、近くに太地熱帯植物園なども作られたが、来場客の減少により閉館され、現在は空き地となっている。
併設の自然の入り江を利用したプールでは、関西で唯一シャチのショーが行われていたが、シャチは、繁殖・学術研究という名目で2010年6月17日に名古屋港水族館に譲渡され、現在はショーは行われていない。譲渡されたシャチはその後、名古屋港水族館で死亡した。
かつてはラッコ館で約20年にわたってラッコを飼育していたが、飼育は断念されることとなり、2008年3月に鴨川シーワールドに2頭のラッコが譲渡された。その後ラッコ館ではマダライルカ2頭の飼育がされていたが、現在は過去に飼育していた腹びれイルカ「はるか」のメモリアルやデータの一部が展示されている。

### 腹びれイルカ
博物館は、世界で唯一の飼育として、腹びれのあるバンドウイルカ「はるか」（メス:-2013年4月4日）を、海洋水族館にて2006年から2013年まで飼育展示し注目を集めた。通称「腹びれイルカ」。2006年に捕獲され、東京海洋大学などが「先祖返り」や鯨類の進化の過程として研究し、レントゲン撮影で「はるか」には指の骨があることが判明している。

### アルビノと白変種
くじらの博物館では、白い小型鯨類の飼育展示を行っており、いづれの個体も2014年に捕獲された。紀伊民報は、2頭のハナゴンドウが捕獲された時の桐畑哲雄副館長の談話として『太地町では数年前にも白いハナゴンドウが捕獲されたことがあるが、大変珍しい貴重な個体。２頭とも大事に育てたい』と話したと伝えている。

#### アルビノのイルカ
2014年1月17日に白いハンドウイルカが漁師に発見され、翌日博物館の飼育プールに搬入された。黒い色素が欠乏したため白く見えるアルビノで、体長約2メートル、体重約100キロの雌で「スピカ」と名付けられた。生後1年程度と推測された。飼育直後から、元気に仲間と泳いでいると新聞・テレビで伝えられた。

#### 白変種のクジラ
同年11月23日と11月28日、博物館に白色のハナゴンドウが相次いで搬入された。博物館では、「ゆうじ」「はまた」と名付けられ、2頭とも目は黒く体表に多少の黒色部位があることから、アルビノではなく白変種（白化個体）であると考え、 遺伝子の調査とともに体色の変化等を調査していくとしている。

### イルカ占い
ソチ五輪での日本の活躍をイルカで占った。二頭のイルカに開催国ロシアと、日本に見立てたフラフープを回させて勝ち負けを見るもので、3回やって日本の2対1とでたと報じられた。

## 施設
1F展示室
- 骨格標本
  - セミクジラ

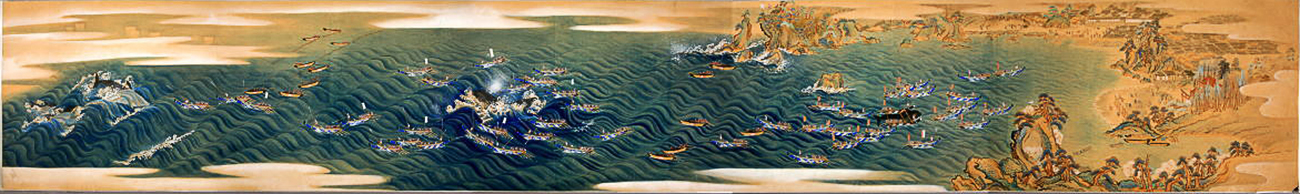
『古式捕鯨蒔絵』、太地

  - ホッキョククジラ - 1969年に大阪湾に迷入した個体
  - コククジラ
  - イチョウハクジラ
  - シャチ
  - ミンククジラ
- 実物大のセミクジラ模型 - 実物から型どりして作られた
- 太地浦沖古式捕鯨ジオラマ
- ミュージアムショップ - 鯨の歯やヒゲをつかった製品等

2F展示室
- ヒゲ鯨ヒゲ各種
- 鯨の内臓各部位標本
- 寄生虫標本
- 鯨胎児標本
- ゲームコーナー

3F展示室
- くじら文楽人形
- 捕鯨の道具
  - 口径90mm単発砲
  - 口径20mm改良五連銃
  - ささやき筒
  - 木型背美鯨
  - 鯨杯
- 太地浦捕鯨の図（1675年）
- 古式捕鯨船模型1/10
  - 勢子壱番船（桐に鳳凰塗・指揮者の乗る捕船・16人乗）
  - 勢子弐番船（割菊塗・15人乗）
  - 勢子参番船（松竹梅塗・15人乗）
  - 網船（鯨の掛網を張る船・13人乗）
  - 持左右船（鯨を2隻で挟み曳行する船・15人乗）
  - 樽船（えび樽塗；流れ樽、浮子などを拾い集める船・8人乗）
  - 横綱船（鯨の横綱を張る船・13人乗）

館外
- 骨格標本

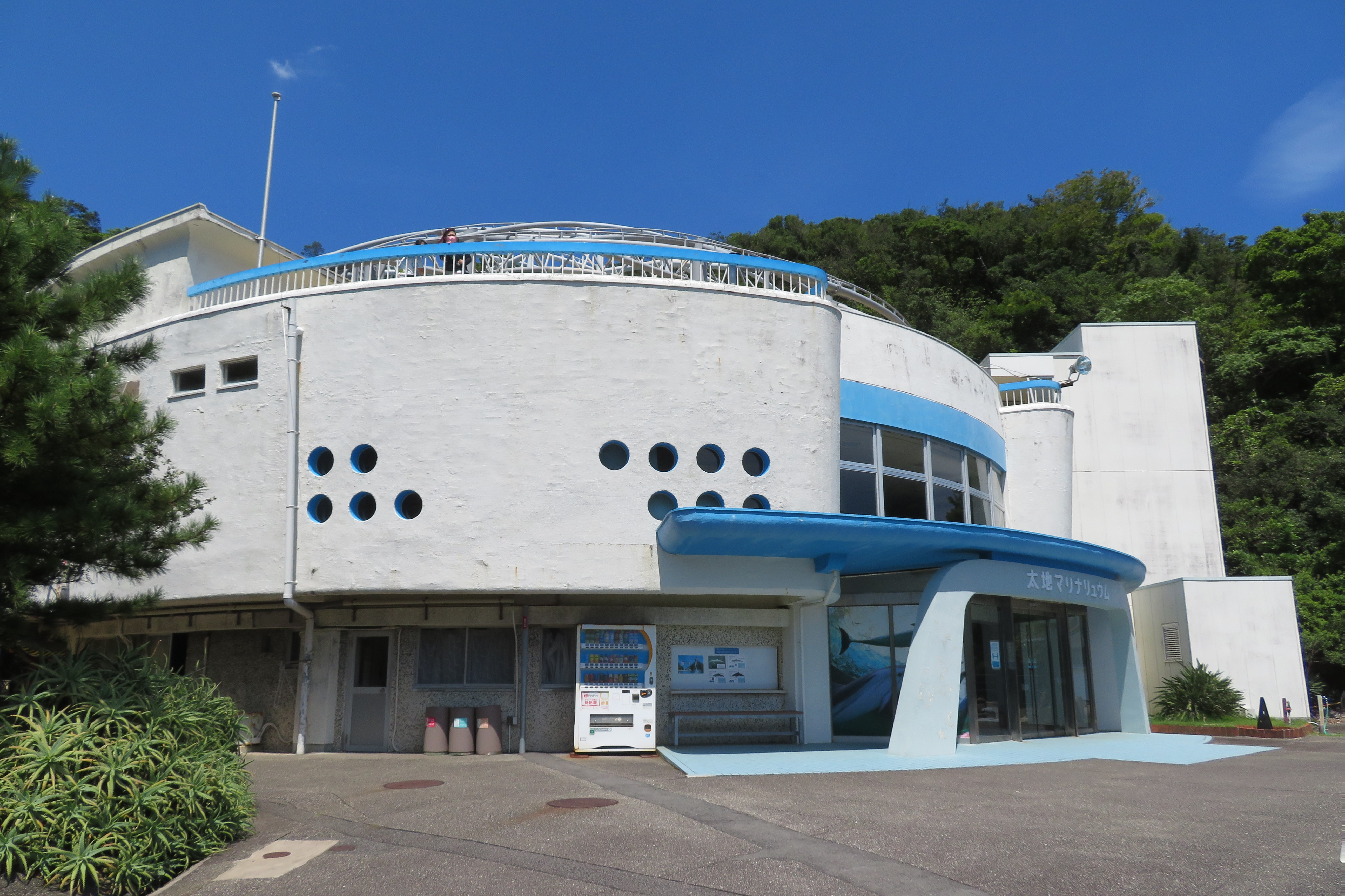
海洋水族館(マリナリュウム)

  - シロナガスクジラ - 1880年にノルウェーで捕獲された個体の骨格のレプリカ。原骨格は山口県下関市の下関市立しものせき水族館 海響館に展示。
- 海洋水族館(マリナリュウム)
  - アルビノのバンドウイルカ、シワハイルカ、マダライルカ、及び熊野灘で観察できる魚類や甲殻類を展示。
- クジラショーエリア
  - 自然の入江を利用した自然プール。バンドウイルカ、オキゴンドウ、ハナゴンドウ、コビレゴンドウ、カズハゴンドウの飼育展示。その他クジラショーや、ふれあい体験、カヤックによる観察、給餌体験が可能。
- イルカショープール
  - バンドウイルカとカマイルカ、スジイルカのショーを開催。
- イルカ館(旧ラッコ館)
  - マダライルカを飼育展示。

## 建築概要

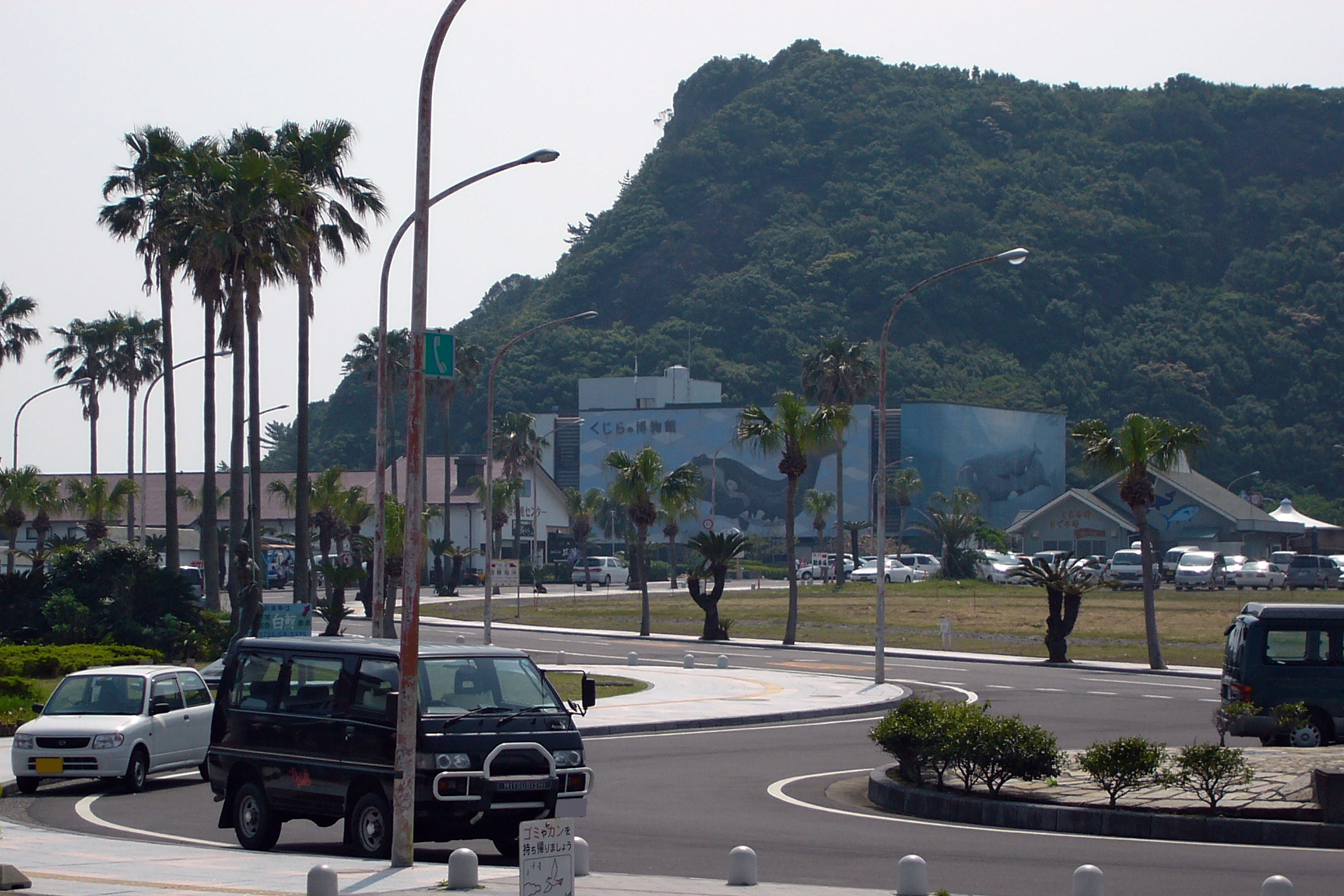
博物館遠景（太地港から撮影）

- 設立 - 1969年
- 竣工 - 1969年
- 延床面積 - 2,078m2

## 営業
入場料は大人1800円。小中学生は900円。

## 交通アクセス
- JR きのくに線 太地駅下車、バス10分
- JR きのくに線 紀伊勝浦駅下車、紀の松島遊覧船30分

## 周辺情報
- 紀の松島
- 串本海中公園
- 大辺路